# Millotia myosotidifolia
Millotia myosotidifolia là một loài thực vật có hoa trong họ Cúc. Loài này được (Benth.) Steetz mô tả khoa học đầu tiên năm 1845.